# Morti nel 2009/Maggio
| Questa pagina contiene informazioni ricavate automaticamente dalle voci biografiche con l'ausilio del template Bio e di un bot. L'aggiornamento è periodico e automatico e ricostruisce completamente la pagina. Se manca una persona in questa lista, sei pregato di non aggiungerla, ma accertati piuttosto che la sua voce biografica contenga il template Bio e che i dati anagrafici siano correttamente compilati. Se il template Bio manca, inseriscilo tu stesso o, in alternativa, metti l'avviso {{tmp\|Bio}} che ne segnala la mancanza. Se i dati riportati sono sbagliati, correggi direttamente la voce biografica; le modifiche saranno visibili in questa lista entro pochi giorni. Per chiarimenti vedi il progetto biografie. La lista contiene solo le 121 persone che sono citate nell'enciclopedia e per le quali è stato implementato correttamente il template Bio. Pagina aggiornata al 18 lug 2025. |

- 1º maggio - Delara Darabi, iraniana (n. 1986)
- 2 maggio - Eugenio Antonio Benni, fumettista italiano (n. 1939)
- 2 maggio - Augusto Boal, regista teatrale, scrittore e politico brasiliano (n. 1931)
- 2 maggio - Marilyn French, scrittrice statunitense (n. 1929)
- 2 maggio - Antonio Gambino, giornalista e saggista italiano (n. 1926)
- 2 maggio - Jack Kemp, giocatore di football americano e politico statunitense (n. 1935)
- 2 maggio - Leo Morandi, imprenditore e inventore italiano (n. 1923)
- 2 maggio - Yasushi Nagao, fotografo giapponese (n. 1930)
- 3 maggio - John Elsworthy, calciatore gallese (n. 1931)
- 3 maggio - Fravia, hacker e ingegnere italiano (n. 1952)
- 4 maggio - Dom DeLuise, attore, regista e doppiatore statunitense (n. 1933)
- 4 maggio - Edward S. Kennedy, storico della scienza statunitense (n. 1912)
- 4 maggio - Fritz Muliar, attore, regista e attivista austriaco (n. 1919)
- 4 maggio - Jane Randolph, attrice statunitense (n. 1915)
- 5 maggio - Pompeo Fattor, fondista italiano (n. 1933)
- 5 maggio - Jole Voleri, attrice italiana (n. 1917)
- 6 maggio - Ivano Barberini, dirigente d'azienda e dirigente pubblico italiano (n. 1939)
- 6 maggio - Ean Evans, bassista statunitense (n. 1960)
- 6 maggio - Chuan-Chih Hsiung, matematico, divulgatore scientifico e docente cinese (n. 1915)
- 6 maggio - Carlo Marcelletti, cardiochirurgo italiano (n. 1944)
- 6 maggio - Valentin Ivanovič Varennikov, generale sovietico (n. 1923)
- 6 maggio - Viola Wills, cantante statunitense (n. 1939)
- 7 maggio - Paul Nolen, cestista statunitense (n. 1929)
- 8 maggio - Gianni Baget Bozzo, presbitero, politico e scrittore italiano (n. 1925)
- 8 maggio - Fons Brijdenbach, velocista belga (n. 1954)
- 8 maggio - Hideyuki Fujisawa, goista giapponese (n. 1925)
- 8 maggio - Giulio Cesare Spagni, calciatore italiano (n. 1939)
- 9 maggio - Chuck Daly, allenatore di pallacanestro statunitense (n. 1930)
- 9 maggio - Juan González Gómez, calciatore messicano (n. 1924)
- 9 maggio - Olof Tegström, inventore svedese (n. 1931)
- 10 maggio - Tránsito Amaguaña, attivista ecuadoriana (n. 1909)
- 10 maggio - Rodrigo Rosenberg Marzano, avvocato guatemalteco (n. 1960)
- 11 maggio - Abel Goumba, politico centrafricano (n. 1926)
- 12 maggio - Roger Planchon, regista e drammaturgo francese (n. 1931)
- 13 maggio - Frank Aletter, attore statunitense (n. 1926)
- 13 maggio - Monica Bleibtreu, attrice austriaca (n. 1944)
- 13 maggio - Achille Compagnoni, alpinista italiano (n. 1914)
- 13 maggio - Norbert Eschmann, calciatore svizzero (n. 1933)
- 13 maggio - Waldemar Levy Cardoso, militare brasiliano (n. 1900)
- 14 maggio - Nat Militzok, cestista statunitense (n. 1923)
- 14 maggio - Piero Ruggeri, pittore italiano (n. 1930)
- 14 maggio - César Ruminski, calciatore francese (n. 1924)
- 15 maggio - Susanna Agnelli, imprenditrice, politica e scrittrice italiana (n. 1922)
- 15 maggio - Paul Flora, artista e illustratore italiano (n. 1922)
- 15 maggio - Alan Hackney, scrittore e sceneggiatore britannico (n. 1924)
- 15 maggio - Edwin S. Shneidman, psicologo statunitense (n. 1918)
- 15 maggio - Charles Tingwell, attore e regista australiano (n. 1923)
- 15 maggio - Wayman Tisdale, cestista e musicista statunitense (n. 1964)
- 16 maggio - Giulio Gianini, regista, direttore della fotografia e animatore italiano (n. 1927)
- 16 maggio - Sándor Katona, calciatore ungherese (n. 1943)
- 16 maggio - Piero Lacaita, editore italiano (n. 1923)
- 16 maggio - Ferenc Nógrádi, calciatore ungherese (n. 1940)
- 16 maggio - Raffaele Paparella Treccia, medico e mecenate italiano (n. 1913)
- 17 maggio - Mario Benedetti, poeta, saggista e scrittore uruguaiano (n. 1920)
- 17 maggio - Prakash Mehra, regista indiano (n. 1939)
- 17 maggio - Mauro Vittorio Zanotta, astronomo italiano (n. 1963)
- 18 maggio - Wayne Allwine, doppiatore, effettista e disegnatore statunitense (n. 1947)
- 18 maggio - Dolla, rapper e modello statunitense (n. 1987)
- 18 maggio - K. Pattabhi Jois, insegnante indiano (n. 1915)
- 18 maggio - Velupillai Prabhakaran, guerrigliero cingalese (n. 1954)
- 18 maggio - Türkan Saylan, medico e attivista turca (n. 1935)
- 19 maggio - Mino Bordignon, direttore di coro italiano (n. 1921)
- 19 maggio - Aldo De Fazio, allenatore di calcio e calciatore italiano (n. 1927)
- 19 maggio - Robert Furchgott, biochimico statunitense (n. 1916)
- 19 maggio - Ho Meng-hua, regista e sceneggiatore cinese (n. 1923)
- 19 maggio - Andrej Evgen'evič Ivanov, calciatore sovietico (n. 1967)
- 19 maggio - Fabio Mauri, artista, scrittore e drammaturgo italiano (n. 1926)
- 19 maggio - Nicholas Maw, compositore e musicista britannico (n. 1935)
- 19 maggio - Jabr Muadi, politico israeliano (n. 1919)
- 20 maggio - Nguyễn Bá Cẩn, politico vietnamita (n. 1930)
- 20 maggio - Arthur Erickson, architetto canadese (n. 1924)
- 20 maggio - Pierre Gamarra, scrittore, poeta e drammaturgo francese (n. 1919)
- 20 maggio - Lucy Gordon, attrice e modella inglese (n. 1980)
- 20 maggio - Oleg Ivanovič Jankovskij, attore russo (n. 1944)
- 20 maggio - Alan James Alexander Kelly, calciatore e allenatore di calcio irlandese (n. 1936)
- 20 maggio - Sandro Serangeli, giurista e avvocato italiano (n. 1939)
- 21 maggio - Giorgio Bellavitis, fumettista italiano (n. 1926)
- 21 maggio - Bob Bolyard, cestista statunitense (n. 1920)
- 21 maggio - Ljudmila Egorova, ginnasta sovietica (n. 1931)
- 21 maggio - DeWitt Menyard, cestista e allenatore di pallacanestro statunitense (n. 1944)
- 21 maggio - Robert Müller, hockeista su ghiaccio tedesco (n. 1980)
- 22 maggio - Minna Cammarano, pittrice italiana (n. 1931)
- 22 maggio - Venerio Cattani, politico e giornalista italiano (n. 1927)
- 22 maggio - Asle Sjåstad, sciatore alpino norvegese (n. 1930)
- 22 maggio - Yeo Woon-kay, attrice sudcoreana (n. 1940)
- 23 maggio - Joseph Marie Louis Duval, arcivescovo cattolico francese (n. 1928)
- 23 maggio - Billy Pearson, calciatore irlandese (n. 1921)
- 23 maggio - Roh Moo-hyun, politico sudcoreano (n. 1946)
- 23 maggio - Barbara Rudnik, attrice tedesca (n. 1958)
- 23 maggio - Pietro Sotgiu, calciatore italiano (n. 1921)
- 23 maggio - José-Miguel Ullán, poeta e scrittore spagnolo (n. 1944)
- 24 maggio - Giulio Oberhammer, hockeista su ghiaccio italiano (n. 1935)
- 25 maggio - Giovanni Dore, presbitero, etnomusicologo e museologo italiano (n. 1930)
- 25 maggio - Vincenzo Pirro, storico e filosofo italiano (n. 1938)
- 26 maggio - Antonio Braga, compositore, critico musicale e giornalista italiano (n. 1929)
- 27 maggio - Giovanni Antonelli, archivista, storico e politico italiano (n. 1919)
- 27 maggio - Ammo Baba, allenatore di calcio e calciatore iracheno (n. 1934)
- 27 maggio - Bronė Didžiulytė, cestista e pallavolista lituana (n. 1916)
- 27 maggio - Clive Granger, economista e statistico britannico (n. 1934)
- 27 maggio - Abram Hoffer, psichiatra canadese (n. 1917)
- 27 maggio - Ercole Rabitti, allenatore di calcio e calciatore italiano (n. 1921)
- 27 maggio - Luis María de Larrea y Legarreta, vescovo cattolico spagnolo (n. 1918)
- 28 maggio - Hans Juurup, cestista estone (n. 1915)
- 28 maggio - Umberto Silvestri, lottatore, rugbista a 15 e allenatore di rugby a 15 italiano (n. 1915)
- 28 maggio - Juliette de Baïracli Levy, veterinaria e scrittrice britannica (n. 1912)
- 29 maggio - Giuliano Mauri, artista italiano (n. 1938)
- 29 maggio - Karine Ruby, snowboarder francese (n. 1978)
- 29 maggio - Nantas Salvalaggio, giornalista, scrittore e cestista italiano (n. 1923)
- 29 maggio - John Tolos, wrestler statunitense (n. 1930)
- 30 maggio - Gunnar Arnesen, calciatore norvegese (n. 1927)
- 30 maggio - Luís Cabral, politico guineense (n. 1931)
- 30 maggio - Eva Dawes, altista canadese (n. 1912)
- 30 maggio - Jamie Dawson, cestista statunitense (n. 1922)
- 30 maggio - Roberto Falaschi, ciclista su strada italiano (n. 1931)
- 30 maggio - Ephraim Katzir, biofisico israeliano (n. 1916)
- 30 maggio - Emilio Lavezzari, calciatore italiano (n. 1928)
- 30 maggio - Ja'far al-Nimeyri, generale e politico sudanese (n. 1930)
- 30 maggio - Nico Orengo, scrittore, giornalista e poeta italiano (n. 1944)
- 31 maggio - Claudio Costantini, storico e attivista italiano (n. 1933)
- 31 maggio - Millvina Dean, inglese (n. 1912)
- 31 maggio - Mario Monge, calciatore salvadoregno (n. 1938)